# Fritz Schiesser

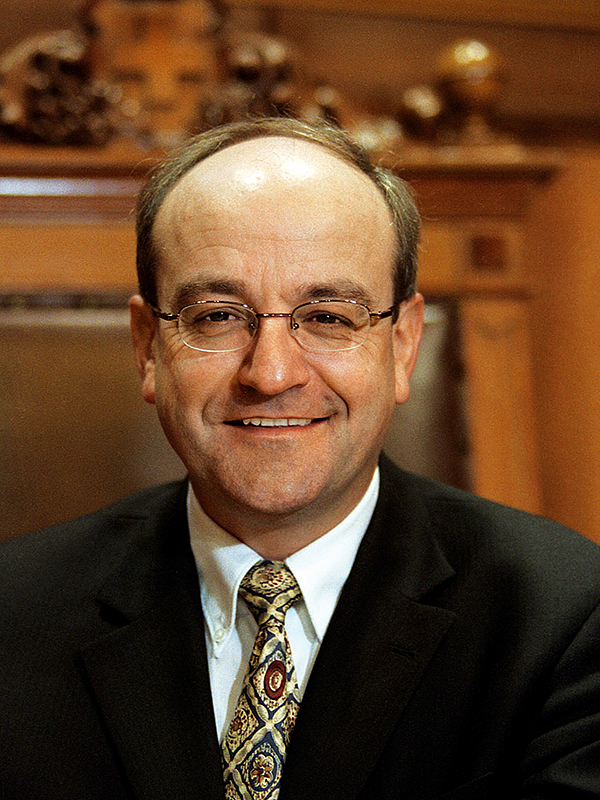
Fritz Schiesser (2008)

Fritz Schiesser (* 23. April 1954 in Haslen; heimatberechtigt in Haslen und Linthal) ist ein Schweizer Politiker (FDP). Von 2008 bis 2019 präsidierte er den ETH-Rat.
Schiesser gehörte vom 5. Juni 1990 bis zum 31. Dezember 2007 dem Ständerat für den Kanton Glarus an. 2003/2004 war er Ständeratspräsident. 2007 wurde er für die Periode 2008–2011 zum Präsidenten des ETH-Rats, des strategischen Führungsorgans des ETH-Bereichs, gewählt und trat deshalb auf Ende 2007 als Ständerat zurück. Er wurde 2011 und 2015 für je weitere vier Jahre im Amt bestätigt.
Schiesser gehörte von 1985 bis 2009 dem Landrat des Kantons Glarus an. Er ist von Beruf Rechtsanwalt und Notar.